# Kontrafon
Kontrafon er et dansk politisk, anti-kommercielt pladeselskab der startede i september 2011.
Kontrafon arbejder frivilligt, non-profit og efter DIY-konceptet, hvilket betyder at alt overskud der laves på salget af plader går til at producere nye plader. Det handler nemlig ikke om penge, men om musik med holdning. 
Alle udgivelser er trykt på vinyl og kan desuden downloades gratis fra deres websted.
Kontrafon blev søsat for at give undergrundskunstnere med politiske vinkler en platform for at kunne komme ud med deres budskaber, for således at få en større del af undergrund til at tage stilling til samfundet.
Hos Kontrafon leverer kunstneren numrene til en udgivelse, hvorefter pladeselskabet sørger for produktion, distribution og reklame. 
For at opnå maksimal frihed er ingen kunstnere bundet til Kontrafon som pladeselskab, da de kun signes for den aktuelle udgivelse.

## Udgivelser
2011
- Paulo & DJ Cars10 - Bare en idé / Zapper (300 stk. nummererede 7") (September 2011) (KTF001)
- TopGunn & Klumben, Mighty Mala - Du En Lort / Dancehall Stickup (300 stk. nummererede 7" + Genoptryk: 100 stk. unummererede 7") (September 2011) (KTF002)
- Wendy Wonder - Unite and Rebel / Fire (300 stk. nummererede 7") (September 2011) (KTF003)
- Raske Penge, Klumben - Bor Her / Rundt (300 stk. nummererede 7" + Genoptryk: 100 stk. unummererede 7") (September 2011) (KTF004)
- One More Than 12 - Can't Reach Me Here / Expelled From Society (300 stk. nummererede 7") (September 2011) (KTF005)

2012
- Tudsegammelt - Brun Fløj / På Landet (300 stk. nummererede 7") (Marts 2012) (KTF006)
- Chancho & Mighty Mala // Ham Der Hasse - "I En Transport Stil": Cykeltur / Offentlig Transport (300 stk. nummererede 7") (Marts 2012) (KTF007)

2013
- Vakili // Mund De Carlo - Falder Ik' For Dig / Alt Før Men Er Ligegyldigt (300 stk. nummererede 7") (Januar 2012) (KTF008)
- Khalazer - Ik' Nok Hash I København / Forsvinder (300 stk. nummererede 7") (Januar 2012) (KTF009)
- StektFlesk - Farveblind / Én Nakker Én (300 stk. nummererede 7") (Januar 2012) (KTF010)